# Lawrence Kasdan
Lawrence Edward Kasdan (Miami, Florida, 1949. január 14. –) amerikai filmrendező, forgatókönyvíró. Testvére Mark Kasdan író, producer.

## Életpályája
Szülei: Clarence Norman Kasdan és Sylvia Sarah Landau. Egyetemi tanulmányait a Michigani Egyetemen és a Kaliforniai Egyetemen végezte el. 1972-1975 között Detroitban, 1975-1977 között pedig Los Angelesben reklámszövegíróként dolgozott. 1977-1980 között szabadúszó forgatókönyvíró volt. 1980 óta a Los Angeles-i Motion Picture igazgatója. 1981-ben debütált rendezőként A test melege című filmmel.

## Magánélete
1971-ben házasságot kötött Meg Goldman-nel.

## Filmjei

### Forgatókönyvíróként
- Star Wars V. rész – A Birodalom visszavág (1980)
- Continental Divide (1981)
- Az elveszett frigyláda fosztogatói (1981)
- Amerikai románc (1981)
- A test melege (1981) (rendező is)
- A nagy borzongás (1983) (producer és rendező is)
- Star Wars VI. rész – A jedi visszatér (1983)
- Silverado (1985) (producer és rendező is)
- Az alkalmi turista (1988) (producer és rendező is)
- Grand Canyon – A város szíve (1991) (producer és rendező is)
- Több mint testőr (1992) (producer is)
- Wyatt Earp (1994) (producer, rendező és színész is)
- Dilidoki (1999) (producer és rendező is)
- Álomcsapda (2003) (producer és rendező is)
- Egy drága társ (2012) (producer és rendező is)
- Star Wars VII. rész – Az ébredő Erő (2015)
- Solo: Egy Star Wars-történet (2018) (producer is)

### Producerként
- Törd össze a szívem! (1987)
- A családban marad (1989)
- Ennivaló a csaj (1998)
- TV játék (2006)
- A nők hálójában (2007)

### Rendezőként
- Szeretlek holtodiglan (1990) (színész is)
- Francia csók (1995)

### Színészként
- Ármány és szőke (1985)
- Lesz ez még így se! (1997)

## Díjai
- Szaturnusz-díj (1982) Az elveszett frigyláda fosztogatói
- Arany Medve-díj (1992) Grand Canyon – A város szíve
- Arany Málna díj (1995) Wyatt Earp
- Szaturnusz-díj (2016) Star Wars VII. rész – Az ébredő Erő